# 봉신연의: 조가풍운
《봉신연의: 조가풍운》은 중국의 영화이다. 2023년 7월 20일에 개봉했으며, 대한민국에는 2024년 1월 24일에 개봉되었다.

## 출연진

### 주연
- 크리스 필립스 : 은수 역
- 위스 : 희발 역
- 나란 : 달기 역
- 이설건 : 희창 역
- 황발 : 강자아 역

### 조연
- 차사
- 하우
- 원천
- 왕락용
- 후문원
- 이윤예
- 양륵
- 천쿤